# Лонкль, Франсуа
Франсуа́ Ло́нкль (фр. François Loncle; род. 21 октября 1941 года) — государственный и политический деятель, министр правительства Франсуа Миттерана (1992—1993), мэр города Брионн (1982—1995); президент Комиссии по Иностранным делам Национального собрания Франции (2000—2002), депутат Национального собрания Франции (1981—1993; 1997—2017).

## Биография
Франсуа Лонкль родился 21 октября 1941 года в городке Анген-ле-Бен департамента Валь-д’Уаз (регион Иль-де-Франс). Получил юридическое образование в Парижском Университете. В 1963 году получил диплом Центра подготовки журналистов. Среди его учителей были Бернар де Фаллуа, Жюльен Грак, Мишель Деги, Луи Мермаз, Жорж Ведель и Жак Делор.

## Профессиональная карьера
Франсуа Лонкль начал свою профессиональную карьеру в качестве корреспондента газеты Пари-Норманди. В 1964 году он становится журналистом-репортёром Управления французского радиовещания и телевидения (ORTF) в составе группы из сорока журналистов. В июле 1968 года, по приказу Министра информации Правительства Жоржа Помпиду, сокращён с должности в числе ста двадцати других сотрудников, но продолжает работать в разных газетных редакциях.
Приблизительно с этого времени Франсуа Лонкль начинает всерьёз интересоваться политикой. В 1969 году он назначен главой пресс-службы Французской демократической рабочей конфедерации, работая в тесном сотрудничестве с её Генеральным секретарём Эженом Декампом. В 1970 году, по просьбе Мориса Фора и Жан-Жака Серван-Шребера, он становится уполномоченным представителем по связям с прессой в Радикальной социалистической партии. Затем вместе Робером Фабром и Мишелем Крепо Франсуа Лонкль основывает Движение левых радикалов (Mouvement des Radicaux de Gauche) и до 1981 года является его Национальным секретарём.
В конце 1970-х годов Франсуа Лонкль встречает Пьера Мендес-Франса, который просит его попытаться завоевать у Правых тот избирательный округ департамента Эр, где бывший Председатель Правительства имел депутатский мандат.
Франсуа Лонкль был избран депутатом этого избирательного округа 21 июня 1981 года, затем вступил в Социалистическую партию.
Впоследствии он был переизбран в 1986 и 1988 годах. Проиграв выборы при историческом провале Левого Блока в 1993 году, вновь избран в 1997 году после роспуска Национального Собрания по решению Президента Республики Жака Ширака. Затем переизбран в 2002, 2007 и 2012 годах.
В 1992 году Франсуа Лонкль был назначен на должность Статс-секретаря в Правительстве Пьера Береговуа.
С 1997 года участвует в Комиссии по Иностранным делам Национального Собрания, которой руководил с 5 апреля 2000 года по 18 июня 2002 года.
Является президентом дружеской группы Буркина-Фасо, вице-президентом дружеских групп Сербии, Коста-Рики, Эстонии, Новой Зеландии, Мавритании, Уганды, Сирии, Секретарём дружеской группы Франция-Мали в Национальном Собрании.
В качестве вице-президента представляет французскую делегацию в Парламентской ассамблее Совета Европы.
На парламентских выборах во Франции 2012 года Франсуа Лонкль в седьмой раз избран депутатом 4-го избирательного округа департамента Эр. В выборах 2017 года не участвовал.

### Бывшие национальные мандаты и министерские должности
- 4 июня 1992 — 26 декабря 1992: Статс-секретарь по Городу
- 26 декабря 1992 — 23 марта 1993: Статс-секретарь по Плану

### Парламентские мандаты
- 21 июня 1981 — 1 апреля 1986: Депутат департамента Эр
- 12 июня 1988 — 3 июля 1992: Депутат департамента Эр
- 1 июня 1997 — 20 июня 2017: Депутат департамента Эр

### Местные мандаты
- 14 июня 1982 — 19 марта 1989: Мэр города Брионн (департамент Эр)
- 3 октября 1988 — 26 мая 1989: Член Генерального совета департамента Эр
- 22 марта 1989 — 18 июня 1995: Мэр города Брионн (департамент Эр)
- 19 июня 1995 — 18 марта 2001: Помощник Мэра города Лувье (департамент Эр)
- 2001—2008: Член Муниципального совета города Лувье (департамент Эр)
- Член Сообщества Агломерации Сена-Эр.

### Позиция
В 2010 году Франсуа Лонкль выступил в поддержку Лорана Гбагбо и оспорил победу его конкурента Алассана Уаттара в Кот-д'Ивуаре.
Франсуа Лонкль поддержал Эмманюэля Макрона на президентских выборах 2017 года.
Франсуа Лонкль оказывает покровительство кандидату от партии Вперёд, Республика! Брюно Кетелю на Парламентских выборах 2017 года.

### Лауреат Пресс-Клуба Юмора и Политики
В 2011 году жури Пресс-Клуба Юмора и Политики присудило Франсуа Лонклю специальную грамоту как депутату-чемпиону по вопросам, адресованным правительству и оставшимся без ответа, но опубликованным в Официальном журнале. В 2005 году то же самое жюри присуждало ему грамоту за высказывание о бывшем Премьер-министре Доминике де Вильпен: «Он носит лошадиную фамилию, но никогда не скакал», которое содержало намёк на тот факт, что последний не выдвигал свою кандидатуру даже на самых малозначимых выборах.

## Личная жизнь
Женат, отец троих детей.

## Отношение
По мнению многих жителей департамента Эр, Франсуа Лонкль очень чутко относится к просьбам своих избирателей, всегда внимателен, открыт для общения и очень эффективен в решении проблем.